# Сленік
Сленік (рум. Slănic) — місто у повіті Прахова в Румунії. Адміністративно місту підпорядковані такі села (дані про населення за 2002 рік):
- Грошань (2101 особа)
- Прежань (2030 осіб)

Місто розташоване на відстані 89 км на північ від Бухареста, 33 км на північ від Плоєшті, 53 км на південний схід від Брашова.

## Населення
За даними перепису населення 2002 року у місті проживали 7113 осіб.
Національний склад населення міста:
| Національність | Кількість осіб | Відсоток |
| -------------- | -------------- | -------- |
| румуни         | 7086           | 99,6%    |
| цигани         | 23             | 0,3%     |
| угорці         | 2              | < 0,1%   |
| німці          | 1              | < 0,1%   |
| греки          | 1              | < 0,1%   |

Рідною мовою назвали:
| Мова      | Кількість осіб | Відсоток |
| --------- | -------------- | -------- |
| румунська | 7109           | 99,9%    |
| угорська  | 2              | < 0,1%   |
| німецька  | 1              | < 0,1%   |
| грецька   | 1              | < 0,1%   |

Склад населення міста за віросповіданням:
| Релігія                                       | Кількість осіб | Відсоток |
| --------------------------------------------- | -------------- | -------- |
| православні                                   | 7026           | 98,8%    |
| адвентисти                                    | 52             | 0,7%     |
| римо-католики                                 | 7              | 0,1%     |
| бретрени                                      | 7              | 0,1%     |
| п'ятдесятники                                 | 4              | 0,1%     |
| греко-католики                                | 4              | 0,1%     |
| не релігійні                                  | 3              | < 0,1%   |
| лютерани                                      | 2              | < 0,1%   |
| лютерани (Синодально-пресвітеріанська церква) | 1              | < 0,1%   |

## Зовнішні посилання
- Дані про місто Сленік на сайті Ghidul Primăriilor